# 언노운 (2011년 영화)
《언노운》(영어: Unknown)은 2011년 공개된 액션 스릴러 영화이다.

## 출연
- 리엄 니슨 - 마틴 해리스 박사 역
- 디아네 크루거 - 지나 역
- 재뉴어리 존스 - 엘리자베스 해리스 역
- 에이든 퀸 - 마틴 B 역
- 브루노 간츠 - 에른스트 위르겐 역
- 프랭크 랜젤라 - 로드니 콜 역
- 제바스티안 코흐 - 브레슬러 교수 역
- 올리비에 슈나이되르 - 스미스 역
- 스티페 에르체그 - 존스 역
- 라이너 보크 - 헤어 슈트라우스 역
- 미도 하마다 - 샤다 왕자 역
- 카를 마르코비치 - 파르게 의사 역
- 에바 뢰바우 - 그레트헨 역
- 아드난 마랄 - 튀르키예인 택시 운전사 역
- 페트라 슈미트샬러 - 출입국 관리 직원 역

## 기타 제작진
- 공동 제작: 크리스토프 피서, 찰리 버브컨
- 배역: 루신다 사이슨, 지모네 베어
- 미술: 리처드 브리질런드
- 세트: 베른하르트 헨리히
- 의상: 루스 마이어스
- 제작 관리: 클라우스 스핀러, 앨런 J. 원즈
- 조감독: 매슈 베이커, 맥스 킨
- 스턴트: 토마스 슈베르트